# Get Up! (песня Korn)
«Get Up!» — сингл калифорнийской ню-метал-группы Korn, при участии американского продюсера Skrillex, который появляется в их десятом студийном альбоме, The Path of Totality. Сингл был выпущен в качестве ведущего сингла 6 мая, 2011. С момента выпуска он был продан более 200 000 раз в Соединенных Штатах. Он был дебютирован в прямом эфире Коачелла вместе со Skrillex. Песня также включена в набор Roadrunner Record’s XXX: Three Decades of Roadrunner на четвертом диске

## Видео
Музыкальное видео, режиссерами которого стали Себастьян Паке и Джошуа Аллен, показывает, как Korn исполняют песню своим поклонникам. Оно показывает разные кадры; переключаясь между Korn, фанатами, за кулисы, и дополнительными музыкальными группами вживую. Клип был официально выпущен Roadrunner Records 27 сентября, 2011. Для песни было создано лирическое видео, которое собрало более двадцати одного миллиона просмотров на YouTube и более чем 127,000 лайков.

## Позиции в чартах
| Чарты (2011)                                   | Пиковая позиция |
| ---------------------------------------------- | --------------- |
| США Alternative Songs (Billboard)              | 26              |
| США Rock Songs (Billboard)                     | 21              |
| США Mainstream Rock (Billboard)                | 10              |
| США Bubbling Under Hot 100 Singles (Billboard) | 8               |

## Появления в Медиа
«Get Up!» появлялся в Madden NFL 12 в качестве саундтрека.